# Australia Open 1991 (Badminton)
Die Australian Open 1991 im Badminton fanden vom 12. bis zum 15. September 1991 in Melbourne statt und waren gleichzeitig auch die nationalen Titelkämpfe Australiens.

## Sieger und Platzierte
| Disziplin    | Gold                      | Silber                        | Bronze                         |
| ------------ | ------------------------- | ----------------------------- | ------------------------------ |
| Herreneinzel | He Tim                    | Paul Stevenson                | Wei Yan                        |
| Herreneinzel | He Tim                    | Paul Stevenson                | Ong Beng Teong                 |
| Dameneinzel  | Anna Lao                  | Rhonda Cator                  | Teresa Lian                    |
| Dameneinzel  | Anna Lao                  | Rhonda Cator                  | Lisa Campbell                  |
| Herrendoppel | Chan Siu Kwong Ng Pak Kum | Mark Nichols Andrew Perks     | Peter Roberts Gary Silvester   |
| Herrendoppel | Chan Siu Kwong Ng Pak Kum | Mark Nichols Andrew Perks     | Ong Beng Teong Paul Stevenson  |
| Damendoppel  | Rhonda Cator Anna Lao     | Teresa Lian Song Yang         | Amanda Hardy Xu Rong           |
| Damendoppel  | Rhonda Cator Anna Lao     | Teresa Lian Song Yang         | Tammy Jenkins Stephanie Spicer |
| Mixed        | He Tim Anna Lao           | Peter Blackburn Lisa Campbell | Chan Siu Kwong Chung Hoi Yuk   |
| Mixed        | He Tim Anna Lao           | Peter Blackburn Lisa Campbell | Ong Beng Teong Wendy Shinners  |